# RCAF Station Foymount

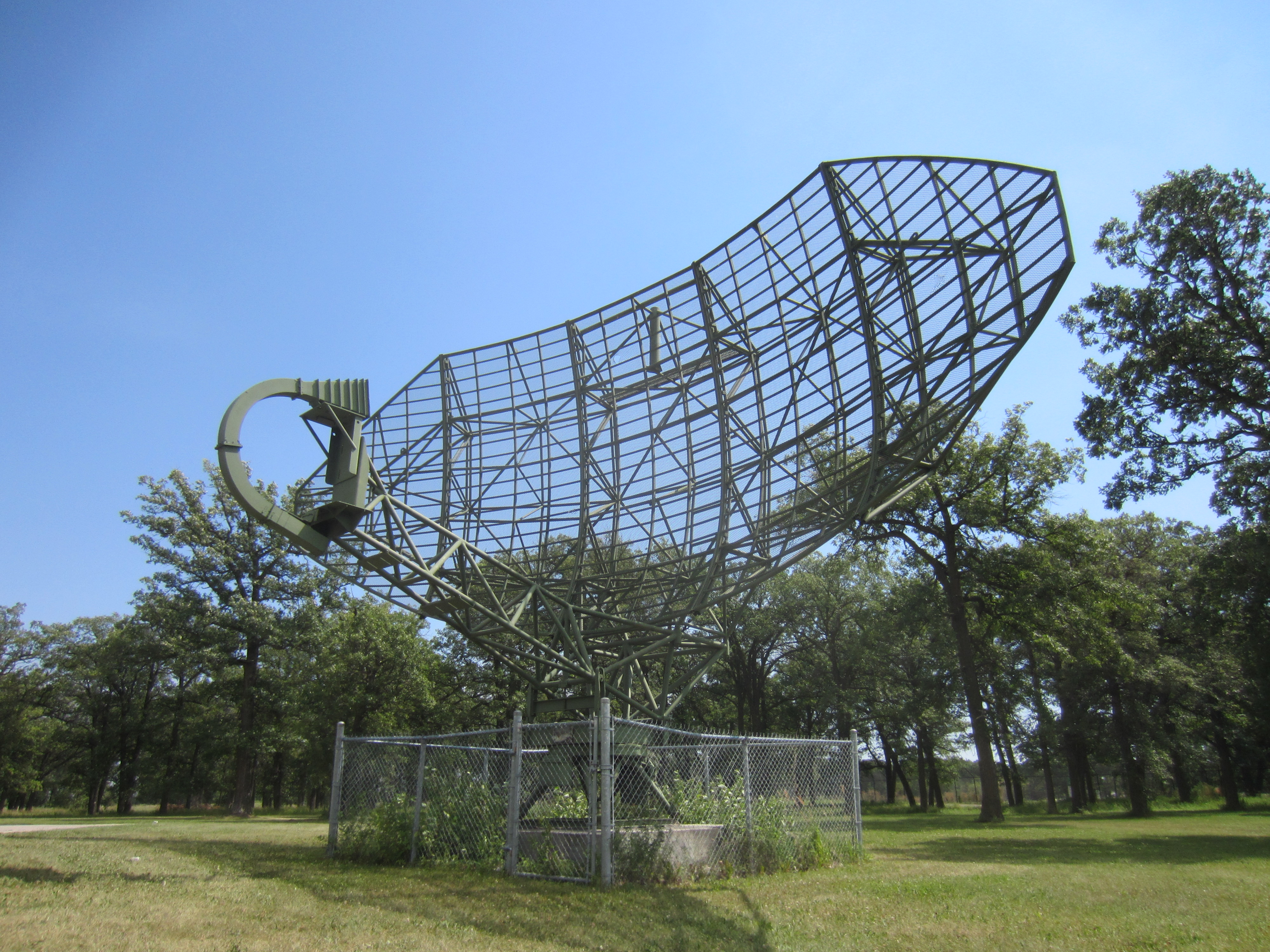
Pinetree Line Radar Parabolic Antenne

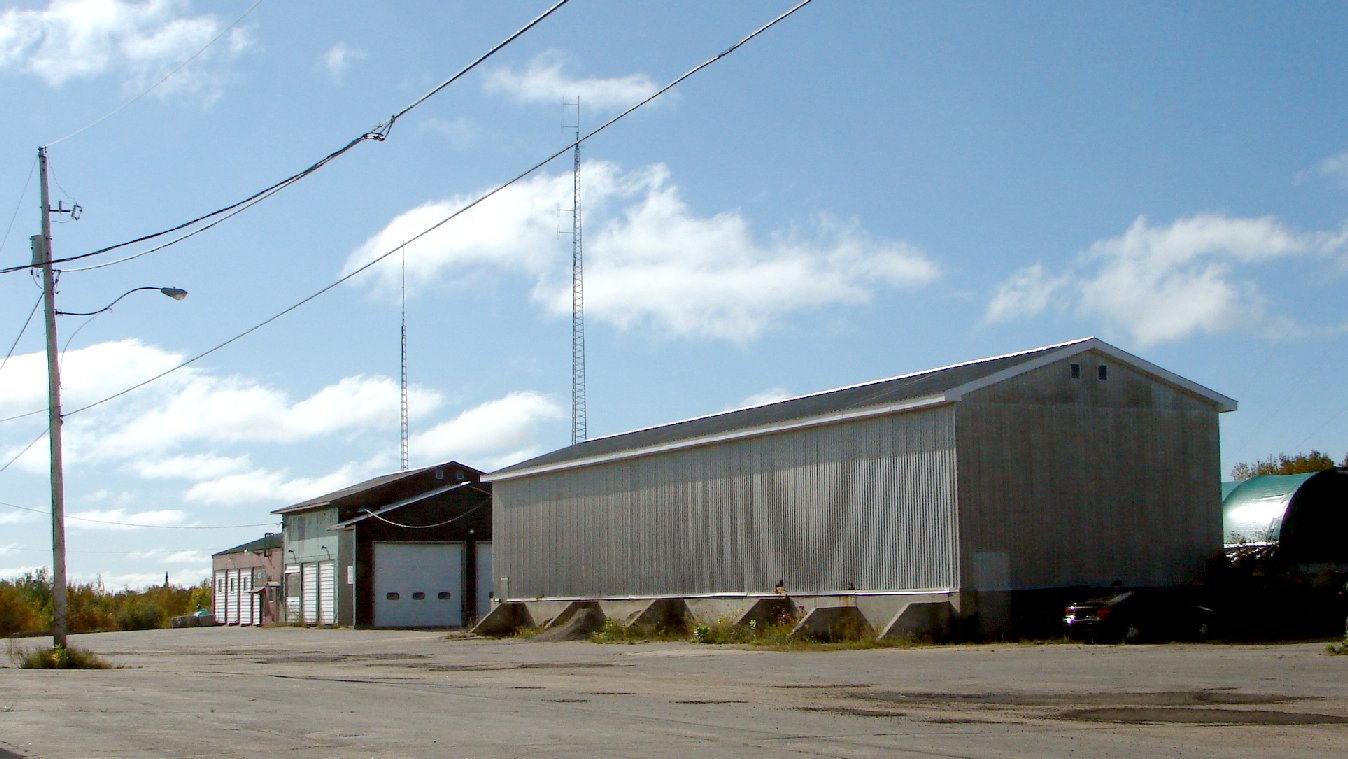
Gebäude der Anlage (2009)

Die RCAF Station Foymount auch als Canadian Forces Station Foymount, kurz: CFS Foymount bekannt war eine Militärradarstation in Foymount, Ontario, Kanada. RCAF Station Foymount wurde 1952 als Teil der Pinetree Line von NORAD-Radarstationen eröffnet und vom 203 Radar Squadron betrieben. Das Radar selbst befand sich auf einem 523 Meter hohen Hügel, einem der höchsten Punkte im Osten Ontarios (Teil des Bonnechere Valley). Die Hauptunterbringungseinheit war das Flugzeugkontroll- und Warngeschwader Nr. 32, das später in Radargeschwader Nr. 32 umbenannt wurde, als das halbautomatische Bodenumgebungssystem 1961 implementiert wurde. Im Jahr 1967 wurde RCAF Station Foymount mit der Vereinigung der kanadischen Streitkräfte in CFS Foymount umbenannt. Einige Jahre später wurde die Basis für überflüssig erklärt; Radargeräte bei CFS Falconbridge und CFS Lac St. Denis wurden als ausreichend leistungsstark angesehen, um das Versorgungsgebiet von Foymount zu überwachen. Die Station wurde 1974 geschlossen und die Gebäude an private Interessen verkauft.